# Юсуфлу, Фуад Халил оглы

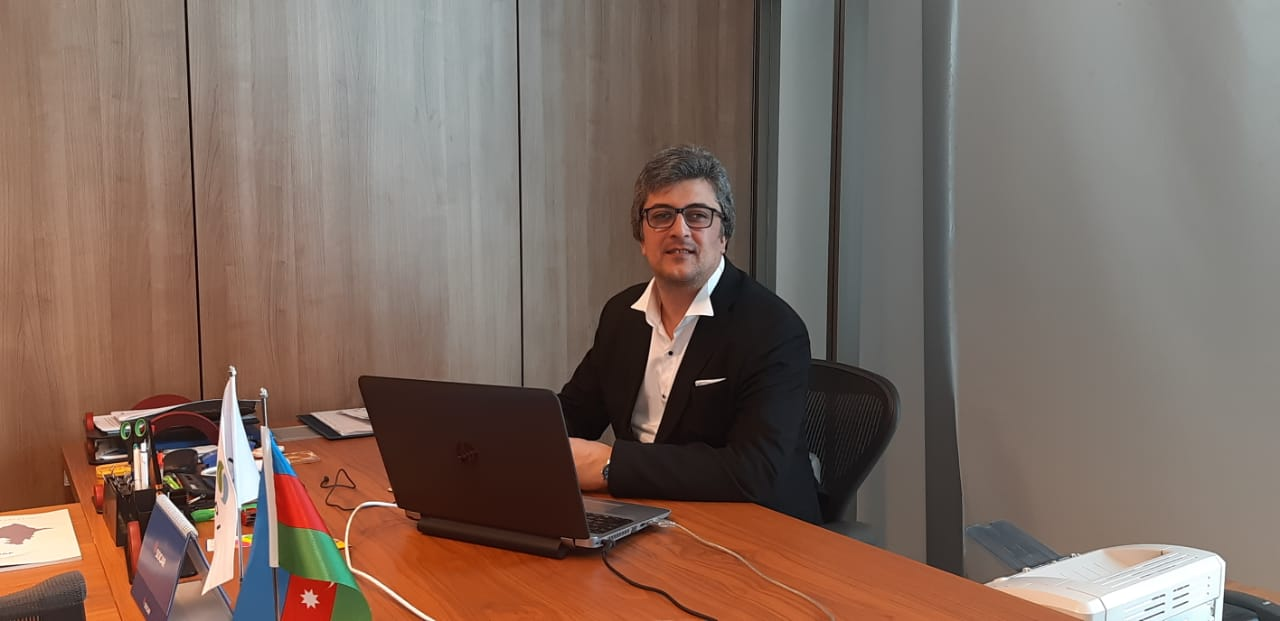
Юсуфлу Ф. Х., 2022 г.

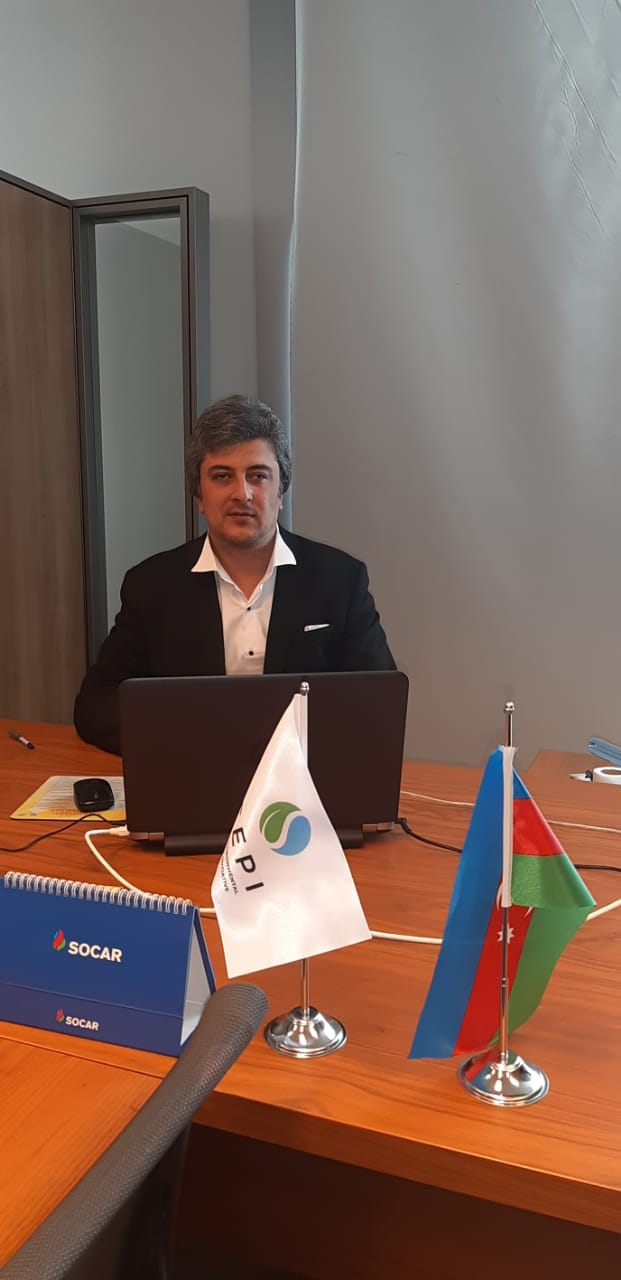

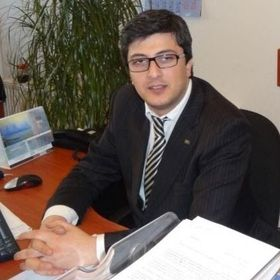

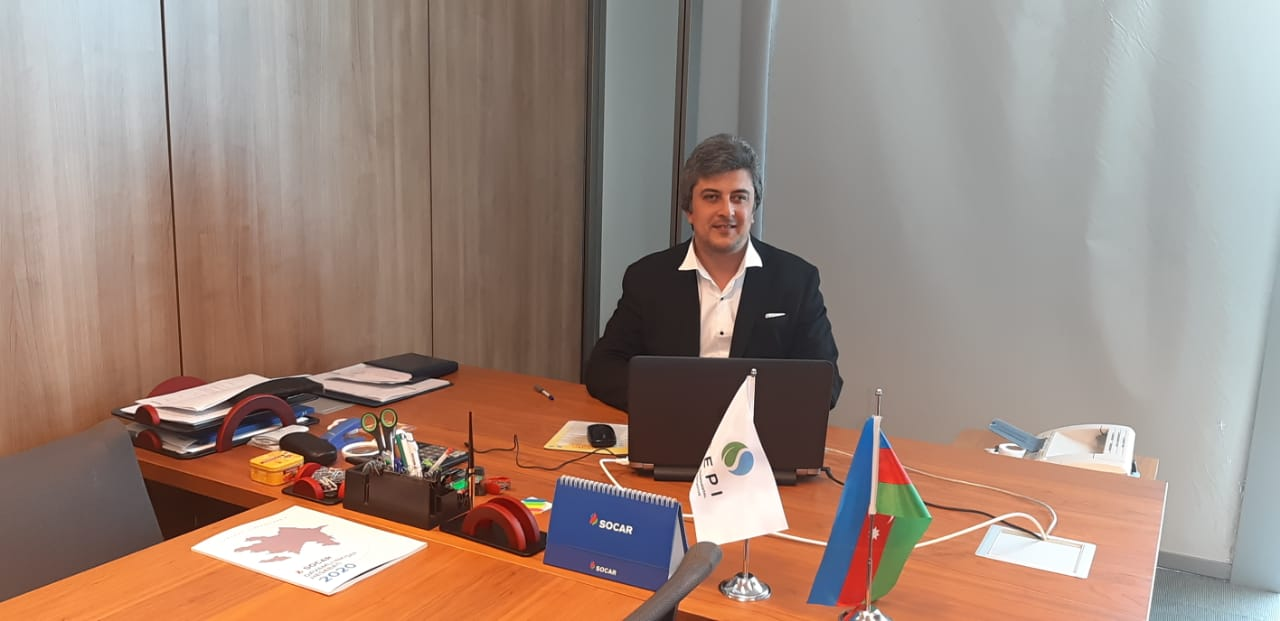
Фуад Юсуфлу, 2022 г.

Фуад Халил оглы Юсуфлу (азерб. Fuad Xəlil oğlu Yusuflu, род. 2 марта 1978 года в Баку) — специалист в области исследования физико-химических характеристик вод азербайджанского сектора Каспийского моря, географ, океанолог, эксперт-эколог нефтяной и газовой промышленности Азербайджана, автор более 10 научных статей, участник местных и международных проектов по охране окружающей среды.

## Учёба
1985—1995 годах учился в средней школе. В 1995 году поступил на факультет географии Бакинского государственного университета. Получив степень бакалавра, в 1999 году поступает в магистратуру. Закончив магистратуру с отличием, в 2001 году получает степень магистра.
Во время учёбы в ВУЗе получил специальности: океанолог и гидрометеоролог.
В 2010—2016 годах был диссертантом НАКА.
С 8 лет увлекается шахматами. Участвовал в местных и зарубежных турнирах. Несколько раз был призёром турниров.
Кандидат в мастера спорта.
С 2022 года помимо профессиональной деятельности открыл шахматный кружок.

## Научная деятельность
Во время учёбы в магистратуре занимался исследованием динамики морских волн, разгона и зависимости волнения от ветра в Каспийском море.
В диссертантуре проводил статистические и спектральные анализы температуры, солёности воды, и течений Каспия. Изучал временно-пространственное изменения физико-химических параметров морской воды.
Участвовал в морских экспедициях и экологических мониторингах, проводил гидрометеорологические измерения в азербайджанском секторе Каспия.
На суше, на нефтяных и газовых месторождениях проводил экологические мониторинги, оценивал влияния антропогенной деятельности на окружающую среду.
Участвовал в местных и зарубежных научных конференциях, сессиях и обсуждениях.

## Местные и зарубежные курсы
- 2024 — ISO 14001:2015 Internal Auditor & Lead Implementer, Баку, Азербайджан
- 2023 — STCW-78[1] (SMPA)[2], Баку, Азербайджан
- 2023 — Information Security Awareness Training, Баку, Азербайджан
- 2021 — Coach-Like Lidership (ALPHA Coaching&Consulting)[3], Баку, Азербайджан
- 2019 — Green Economy and Management (BRI)[4], Пекин, КНР
- 2018 — Environmental Protection and Management (BRI)[4], Пекин, КНР
- 2017 — Oil Spills Response (OSRL)[5], Саумпгемптон/Лондон, Соединённое Королевство
- 2017 — Oil Spills Response (NOFO)[6], Ставангер/Осло, Норвегия
- 2014 — Охрана окружающей среды (МЭГПР), Астана, Казахстан
- 2011 — STCW-78, Баку, Азербайджан
- 2011 — Sangachal Terminal Noise Monitoring[7], Баку, Азербайджан
- 2009 — ISO 14001:2004 TSE Environmental Auditor (TS), Баку, Азербайджан
- 2009 — ISO 14001:2004 TSE Environmental Candidate Auditor (TS)[8], Баку, Азербайджан
- 2007 — Time Management, Москва, РФ

## Список научных работ
- Абдуллаев И М.[9], Гумбатов А. И., Юсуфов Ф. Х. Долгосрочный прогноз уровня Каспийского моря. // 80 летию БГУ.
- Алиев А. А.[10] , Юсуфлу Ф. Х. О статистических характеристиках морских течений Азербайджанского сектора Каспийского моря. // стр. 12-15, № 1, 2009, Баку, Научные труды АГМА.
- Алиев А. А., Аминбеков А. Ф[11]., Юсуфлу Ф. Х. О динамике гидрохимических параметров Азербайджанского сектора Каспийского моря. // стр. 21-26, т. VIII (31), № 3, 2009, Баку, Научные труды (Фундаментальные науки) Азербайджанского Технического Университета[12].
- Ширин-заде А. А., Алиев А. А., Юсуфлу Ф. Х. Изменчивость основных гидрофизических характеристик в Азербайджанском секторе Каспийского моря. // стр. 29-34, № 4 (12), 2009, Баку, Вести НАКА.
- Алиев А. А., Юсуфлу Ф. Х. Некоторые результаты измерения гидрологических параметров современными приборами на Азербайджанском побережье Каспийского моря. // стр. 39-42, № 1, 2010, Баку, Научные труды АГМА.
- Юсуфлу Ф. Х. Использования современных оборудований, при морских экологических мониторингах. // стр. 46-50, № 10, 2010, Баку, Азербайджанское Нефтяное Хозяйство[13].
- Алиев А. С., Юсуфлу Ф. Х. Результаты анализа измеренных морских течений в Азербайджанском секторе Каспийского моря. // стр. 75-80, № 8, 2011, Баку, Азербайджанское Нефтяное Хозяйство[13].
- Асадов С. Б., Юсуфлу Ф. Х. Динамика морских течений и волн на нефтяных месторождениях Азербайджанского сектора Каспийского моря. // стр. 167—173, № 1, 2013, Баку, Вести (Естественные науки)[14] БГУ.
- Гасанов А. М[15]., Алиев А. С., Юсуфлу Ф. Х. Изменение основных океанологических параметров в азербайджанском секторе Каспийского моря. // Азербайджанское Нефтяное Хозяйство, Баку, 2013, № 4, с. 48-51.
- Новрузова К. Г., Бабаева Б. А., Юсуфлу Ф. Х. и др. Общая характеристика ветров и течений в Бакинской бухте // стр. 270—273, Баку, 2013, Материалы Международной научно-практической конференции, посвященной 90-летию общенационального лидера Гейдара Алиева (оценка рисков и проблемы безопасности в строительной сфере).
- Алиев А. С., Ширин-заде А.А., Юсуфлу Ф. X. и др. Динамика температуры воздуха и скорости ветра в нефтегазодобывающих регионах Азербайджанского сектора Каспийского моря. // стр. 67-70, № 2, 2014, Баку, Научные труды АГМА.
- Алиев А. С., Мирзоев Ф. А., Юсуфлу Ф. Х. Динамика океанологических параметров воды Апшеронского морского района Каспийского моря. // Метеорология и Гидрология[16][17], Москва, 2014, № 1, с. 80-84.[18]